# Bombardamenti aerei su Barcellona nel marzo 1938
I bombardamenti aerei su Barcellona furono una serie di incursioni aeree compiute durante la guerra civile spagnola da parte dell'Aviazione Legionaria italiana con il supporto della Legione Condor tedesca nei giorni del 16, 17 e 18 marzo 1938.
Gli aerei, decollati dalle loro tre basi sull'isola di Maiorca (arcipelago delle Baleari), compirono quelli che probabilmente furono i più terribili bombardamenti subiti dalla città, causando tra gli 880 e i 1 300 morti e tra i 1 500 e i 2 000 feriti fra la popolazione civile. Le cifre ufficiali fornite dalla Generalità di Catalogna rese pubbliche il 26 marzo, segnalarono 875 morti (di cui 118 bambini), ma nei giorni seguenti furono registrate altre 49 persone in più, portando il totale a 924 vittime. Inoltre le stesse cifre ufficiali riportano 48 edifici distrutti e 78 gravemente danneggiati.

## Contesto generale
Nel marzo del 1938, Juan Negrín, presidente del Consiglio dei ministri del governo repubblicano spagnolo effettuò un viaggio a Parigi per trattare la vendita di armi alla Repubblica da parte della Francia. Il 10 marzo il governo francese si era dimesso e il 12 marzo Adolf Hitler aveva invaso l'Austria sotto la minaccia di trasformare il Paese in "un'altra Spagna". Franco aveva approfittato della vittoria a Teruel, dando disposizioni alle sue truppe, grazie alla enorme superiorità di forze, di iniziare, il 9 marzo, l'offensiva contro l'Aragona pianificata dal generale Juan Vigón. Vari corpi d'armata e la Legione Condor, con centomila uomini, duecento carri armati e più di mille aerei si preparavano ad avanzare contro la scarsa resistenza repubblicana. Britannici e francesi del Comitato di non intervento, furono allertati in anticipo che l'avanzata franchista si stava dirigendo verso il Mediterraneo e dell'evidente connivenza tra la Spagna di Franco, l'Italia fascista e la Germania nazista. In questa situazione il capo del governo francese, Léon Blum, propose al Comitato permanente di difesa nazionale, il 16 marzo, di dare un ultimatum a Franco e che questi rinunciasse alle forze tedesche e italiane, mentre la stampa francese segnalava che varie divisioni stavano preparandosi ad intervenire in favore della repubblica. Blum acconsentì così alla vendita di armi richiesta da Negrín, seppur non appoggiando l'intervento di unità francesi per la difesa della Catalogna come fu anche chiesto. Nella strategia di Franco per evitare l'intervento straniero in appoggio alla Repubblica, o la limitazione agli aiuti che riceveva da Italia e Germania, chiese all'ambasciatore tedesco a Madrid la possibilità di dispensare le unità di terra italiane per contenere Francia e Regno Unito, con l'eccezione dell'Aviazione Legionaria italiana e della Legione Condor che le seguivano, essendogli molto utili.

## L'ordine di attacco
Il bombardamento fu ordinato personalmente da Benito Mussolini all'insaputa di Franco. L'Italia aveva autonomia nell'uso delle tre basi aeree a Maiorca (Comando Aviazione Legionaria delle Baleari) e aveva effettuato bombardamenti lungo la costa mediterranea spagnola già in varie occasioni senza domandare espressa autorizzazione ai militari spagnoli nazionalisti. Il telegramma che ordinava l'attacco lo ricevette il generale Vincenzo Velardi, comandante dell'Aviazione Legionaria nelle Baleari, nella notte del 16 marzo, ed era firmato da parte del generale Giuseppe Valle, sottosegretario al Ministero dell'aeronautica a Roma:
Prima di venire a conoscenza di questo telegramma, l'unica prova che si aveva sul fatto che fosse stato Mussolini ad aver ordinato il bombardamento era una citazione sul diario personale del conte Galeazzo Ciano, ministro per gli affari esteri dell'Italia fascista e genero del duce, datata 20 marzo:

### Saggi storici in lingua italiana
- Claude G. Bowers, Missione in Spagna 1933-1939: prova generale della seconda guerra mondiale, Milano, Feltrinelli, 1957.
- John F. Coverdale, I fascisti italiani alla guerra di Spagna, Bari, Laterza, 1977.
- Angelo Emiliani, Giuseppe F. Ghergo e Achille Vigna, Spagna 1936-39: l'aviazione legionaria, Milano, Intergest, 1973.
- Edoardo Grassia, L'aviazione legionaria da bombardamento. Spagna 1936-1939, Roma, IBN, 2010, ISBN 978-88-7565-074-2.
- Guido Mattioli, L'aviazione legionaria in Spagna, Roma, L'Aviazione, 1940. (ristampato nel 2016 come e-Book in 2 volumi: ISBN 978-88-932-7179-0 e ISBN 978-88-932-7180-6)
- Ferdinando Pedriali, Guerra di Spagna e Aviazione italiana, Roma, Ufficio Storico Aeronautica Militare, 1992.
- Gianni Rocca, I disperati - La tragedia dell'aeronautica italiana nella seconda guerra mondiale, Milano, Mondadori, 1993, ISBN 978-88-6944-075-5.
- Hugh Thomas, Storia della guerra civile spagnola, Torino, Einaudi, 1966, ISBN 978-88-06-18853-5.
- Giuseppe Valle, Uomini nei cieli. Storia dell'aeronautica italiana, Roma, C.E.N., 1981, ISBN 978-600-138-152-2.

### Saggi storici in lingua spagnola
- Paul Preston, Franco: Caudillo de España, Madrid, Penguin Random House, 2015, ISBN 978-84-9992-619-3.
- Josep María Solé i Sabaté e Joan Villarroya i Font, España en llamas: la guerra civil desde el aire, Madrid, Temas de Hoy, 2003, ISBN 978-84-8460-302-3.

### Saggi storici in lingua catalana
- Oriol Dueñas Iturbe, El port de Barcelona: objectiu militar durant la Guerra Civil (1936-1939), Barcellona, MMB, 2016, ISBN 978-84-945397-1-8.
- Joan Villarroya i Font, Els bombardeigs de Barcelona durant la Guerra Civil (1936-1939), Barcellona, Abadia de Montserrat, 1999.

### Pubblicazioni
- Alfonso Botti, La Santa Sede e i bombardamenti aerei sulle città aperte durante la guerra civile spagnola, in L. Bertucelli, F. Degli Esposti e A. Botti (a cura di), I conflitti e la storia. Studi in onore di Giovanna Procacci, Roma, Viella, 2012,  pp. 303-334.
- Edoardo Grassia, Barcellona, 17-18 marzo 1938, in Diacronie: Studi di Storia Contemporanea, n. 7, Bologna, 2011,  pp. 1-20.
- Edoardo Grassia, ”Aviazione Legionaria”: il comando strategico-politico e tecnico-militare delle forze aeree italiane impiegate nel conflitto civile spagnolo, in Diacronie: Studi di Storia Contemporanea, n. 7, Bologna, 2011,  pp. 1-23.